# Nicola Nisco (militare)
Nicola Nisco (Napoli, 3 agosto 1896 – Malga della Cava, 31 maggio 1916) è stato un militare italiano, insignito della medaglia d'oro al Valor Militare alla memoria.

## Biografia
Nacque a Napoli il 3 agosto 1896, figlio di Carlo e di Bianca Baracchi, fu allievo della Scuola Militare Nunziatella di Napoli, e poi, tra il 1912 ed gennaio 1916, della Regia Accademia Militare di Modena. Nominato sottotenente in s.p.e., ed assegnato alla 6ª Compagnia, II Battaglione del 1º Reggimento, fu subito inviato al fronte nel settore di Oslavia.
Con la propria brigata, comandata dal generale Giuseppe Pennella, fu poi al centro dell'immenso sforzo di difesa e poi di attacco operato dal Regio Esercito in risposta alla Strafexpedition austriaca nel maggio successivo.. La zona di operazioni della Brigata "Granatieri di Sardegna"  fu compresa tra Monte Cengio, Monte Belmonte (zona dove venne posizionato il comando), Cesuna e Magna Boschi. In appoggio alla Brigata venne inoltre mandato in zona un battaglione di complementi del 1º Reggimento.
I primi e violentissimi scontri del 30 maggio, tra cui l'assalto dato dal III Battaglione del 2º Reggimento contro il forte di Punta Corbin a Malga del Costo; e quello sul fronte Treschè Conca-Cesuna, provocarono gravi perdite nelle file italiane.
Il giorno dopo fu segnato da un tentativo di imboscata austriaca nell'avvallamento tra Monte Barco e Monte Cengio, e dall'accerchiamento del Battaglione "Anfossi".  Ricevuti ordini tassativi di mantenere la posizione (non si retrocede di un passo, si muore sul posto), sebbene circondato, egli continuò ad incitare i propri granatieri e rimase ucciso mentre, in piedi, sparava contro il nemico. Fu decorato con la medaglia d'oro al valor militare alla memoria.
A ricordo delle eroiche gesta dei Granatieri di Sardegna, nel 1953 sul monte Cengio è stata posta una lapide a ricordo, il cui testo è Qui, attuando il comando sublime della resistenza ad ogni costo, i Granatieri di Sardegna fecero rifulgere le virtù degli avi e le gloriose tradizioni del corpo. 24 maggio-3 giugno 1916.